# Gobir
Gobir ist der nördlichste der zwischen dem Tschadsee und dem Niger gelegenen Hausastaaten. Er gehört zu den „sieben Hausa“ und damit zu den orthodoxen Hausastaaten Nordnigerias und Nigers.

## Ältere Geschichte von Gobir

### Ursprung aus dem Norden
Alle Überlieferungen der Gobirawa (Volk von Gobir) deuten auf einen Ursprung der Traditionsträger im Nordosten, in Mesopotamien, Arabien oder Ägypten. Onomastischen Hinweisen ist zu entnehmen, dass ihre ältesten Vorfahren der Gobirawa bei den Mannäern und den Einwohnern des nordaramaäischen Staates von Samʼal oder Bit Gabbar zu suchen sind. Es heißt, dass die Gobirawa aus dem Nahen Osten zusammen mit den Tuareg nach Westen gewandert seien. Ihr ältester Führer wird in den verschiedenen Fassungen der Tradition als Königin Tawa, Bawa na Turmi (Bawa auf dem Mörser) und Muhammad Mai Gitti (Muhammad der Besitzer des Kreuzes) bezeichnet. Gemeinsam mit den Tuareg hätten sie sich lange Zeit in Bornu aufgehalten. Danach seien schon früh Kämpfe zwischen ihnen und den Tuareg ausgebrochen. Auch aus dem Aïr, wo sie sich anschließend niedergelassen hätten, seien sie von ihren Gegnern vertrieben worden. Südlich des Air gründeten sie Birni Lallé, ihre erste namentlich bekannte Hauptstadt, deren Ruinen noch heute sichtbar sind. Weitere Angriffe der Tuareg und die fortschreitende Desertifikation bewegten ihren König Ciroma, neue Wohnsitze im Savannengebiet weiter im Süden zu suchen.

### Niederlassung in ihren heutigen Wohnsitzen
Als Ibn Battuta 1353 die Oasenstadt Takedda, westlich des Air, besuchte erkundigte er sich nach dem Handel mit dem Süden. Man berichtete ihm, dass Kupfer aus Takedda in die Stadt Gobir gebracht wurde, nach Zaghay/Katsina und in das Reich von Bornu. Aus der Route des Kupferhandels ist zu ersehen, dass Gobir zu dieser Zeit bereits südlich des Air lag. Bei Ibn Battuta heißt es weiter, Gobir habe einen
mächtigen König, bei dessen Begräbnis man ein Jenseitsgefolge beigäbe, das aus seinen Vertrauten, seinen Dienern und zahlreichen Kindern seiner hohen Würdenträgern bestünde. Der Umfang der Opferbeigaben liefert einen deutlichen Hinweis auf die Macht des Königs.

### Kämpfe gegen Nachbarstaaten
Zu Beginn des 16. Jahrhunderts eroberte Askiya Muhammad (1493–1528), der König von Songhay, Gobir und machte das Land tributpflichtig. Später erholte sich das Land von dieser Niederlage. Sein König Soba unternahm um 1700 Kriegszüge gegen die Zarma, gegen Gurma, gegen die Stadt Maradi im
Hausastaat Katsina und gegen Agadez. Bei einem groß angelegten Angriff gegen die Tuareg des Aïr (Azbin) erwiesen sich die Maguzawa, die er zur Unterstützung gerufen hatte, als besonders hilfreich. Einer seiner Nachfolger war Babari (1742–1770). Er führte Krieg gegen Zamfara, Katsina, Kano sowie auch gegen Shira im westlichen Grenzgebiet von Bornu. Sein Sieg über Zamfara führte zur Gründung der neuen Hauptstadt Alkalawa südlich des Rima-Flusses (heutiges Nigeria).

## Der Dschihad und seine Folgen

### Gobir und die Dschihadisten
Seit Ende des 17. Jahrhunderts bekannten sich die Könige von Gobir und ihre hohen Amtsträger zum Islam. In den Augen der muslimischen Fulani-Gelehrten handelte es sich jedoch nur um einen unzureichenden nominellen Übertritt zur neuen Religion. Als besonders gefährlich in seiner Kritik gegen das weitgehend fortbestehende Sakralkönigtum erwies sich der Prediger und Gelehrte Usman dan Fodio. Er hatte seinen Wohnsitz in der Nähe von Alkalawa, verkehrte aber auch regelmäßig am Königshof. Er rang dem König von Gobir, Bawa (1777–1790), einige Zugeständnisse zugunsten der Muslime ab, die dessen Bruder Nafata (1796–1803) wegen ihrer gefährlichen Folgen für die Einheit des Staates wieder rückgängig zu machen versuchte. 1804 wurde ein kleiner Zwischenfall zum Anlass für den Beginn offener Kampfhandlungen zwischen Usman dan Fodio und seinen Anhängern und dem König von Gobir, die man von muslimischer Seite als Dschihad bezeichnete. Nach erbittertem Widerstand gelang es den Dschihadisten erst 1808 nach zahlreichen Feldzügen, Alkalawa einzunehmen. Bei der Verteidigungsschlacht kam der König Yunfa ums Leben.

### Widerstand gegen die Dschihadisten
Nach der Niederlage von Alkalawa verstreuten sich die flüchtigen Gobirawa in ihre Stammgebiete im Norden und Nordosten. Sie blieben einige Zeit ohne einheitliche politische Führung. Einen erfolgreichen Widerstand gegen die Fulani
wurde zunächst von Gwamki dan Kura Gado (1819–1820) und dann von Ali dan Yakubu (1820–1838) organisiert. Ali widerstand seinem großen Gegner Muhammad Bello einige Zeit, aber letztlich unterwarf er sich acht Jahre lang der Herrschaft der Fulani. Dann schmiedeten drei Gegner der Fulani ein Bündnis gegen die Dschihadisten: der König von Gobir, Rauda, der König von Katsina-Maradi, und Ibra, der Führer der Tuareg-Tamesgidda. Die Bundesgenossen wurden jedoch 1835 in der großen Schlacht von Dakurawa bei Madaoua von Bello vernichtend geschlagen, Ali und Rauda fielen im Kampf. Die überlebenden Führer der Gobirawa fanden Zuflucht in Maradi. Mit Hilfe der Katsinawa gründeten sie unter ihrem neuen König Mayaki 1836 eine neue Hauptstadt in Tsibiri, 10 km nördlich von Maradi. Wenig später gingen die Gobirawa in die Offensive und schlugen die Fulani in mehreren Schlachten in Zamfara und nördlich von Sokoto.

### Gründung eines Gobir-Zweitstaates in Sabon Birni
Unter Bawa dan Gwamki (1858–1883) kam es zur Spaltung der Gobirawa. Ein abtrünniger Vetter des Königs, der selbst nach der Herrschaft strebte, unterwarf sich den Fulani und erbaute sich mit deren Hilfe die Stadt Sabon Birni („Neustadt“) 70 km westlich von Tsibiri im heutigen Nigeria. Nach einer kurzen neuerlichen Unterwerfung von Gobir-Tsibiri erneuerte Mainassara Maji (1886–1894) die alte Politik der Unabhängigkeit gegenüber den Fulani.

### Kolonial- und Nachkolonialzeit
Die französische Expedition Voulet-Chanoine erreichte Tsibiri 1899, aber die effektive Inbesitznahme durch die Franzosen und die Unterordnung Gobirs unter französische Oberhoheit erfolgte erst einige Jahre später. Die Briten eroberten Sokoto 1903 und proklamierten wenig später ihr Protektorat über Nordnigeria. Die Zweiteilung Gobirs wurde so fest etabliert. Während der König von Tsibiri als „Chef de Canton“ im französischen Niger den gleichen Rang erhielt wie der König von Katsina-Maradi, wurde der König von Sabon Birni von den Briten nicht als Emir, sondern nur als lokaler Kleinkönig anerkannt. In der Nachkolonialzeit hat sich der Status der traditionellen Herrscher nicht wesentlich verändert. Die Regierung Nigers erhob Gobir-Tsibiri 2010 zum Sultanat.
Bedeutende traditionelle Könige waren Agada Nagogo (1964–1997) in Tsibiri und Muhammadu Bawa (1975–2004) in Sabon Birni.

## Sakrales Königtum von Gobir

### König und Zweitkönig
Die Stellung Gobirs innerhalb der Gesellschaft des Hausalandes ist durch die Zugehörigkeit zu den „sieben Hausa“ (Hausa bakwai) gekennzeichnet. Dementsprechend finden wir hier einen König, der sich als Nachkomme der Königin von Daura und Bayajidda betrachtet. Ihm gegenüber steht ein formal gleichgestellter „König der Azna“, der sich auf eine Abstammung von Karbagari und damit von Bagwariya der Konkubine des Gründungshelden Bayajidda beruft. Eine ähnliche Situation eines formalen Doppelkönigtums gab es auch in anderen Staaten der „sieben Hausa“, besonders in Katsina und in Daura.

### König und Priesterin Inna
Im Gegensatz zu den anderen „sieben Hausa“ dominiert in Gobir die Priesterin Inna und nicht die Magajiya. Die Inna gilt als Führerin der Adepten des Bori-Besessenheitskultes und als Priesterin der schwarzen Staatsgöttin Takurabow, der „schwarzen Inna“. Als solche war sie wohl ursprünglich Priesterin der „schwarzen“ oder „Azna-Gottheiten“ und nicht der „weißen“ oder „Hausa-Gottheiten“.

### Rolle des Königs und der Inna im festlichen Kultdrama
Die unter dem Islam fortgeführten kultdramatischen Handlungen des Sakralkönigtums während der großen Jahresfeste sind ausgeprägter in Gobir als in allen anderen Hausa-Königtümern. Die wichtigsten Handlungen sind der Gang des Königs und seiner hohen Würdenträger am Vorabend des Festes zu obersten Schmied, wo der König feierlich auf die Staatstrommeln schlägt. Am nächsten Tag erfolgt eine große Festprozession vom Palast zum Gebetsplatz am Rande der Stadt. Auf dem Platz wechselt der König am Ende des Gebets in einem Verschlag mitten in der Kongregation seine Kleidung. Im Gefolge der Bori-Adepten umrundet er dann in Prozession die Stadt und kehrt schließlich in den Palast zurück. Dort hatte während seiner Abwesenheit die Inna mit einigen weiblichen Bori-Adepten das Regiment übernommen.

## Interpretation der Festhandlungen als kanaanäisches Kultdrama
Die wichtigsten Elemente des Kultdramas von Gobir weisen deutliche Parallelen zur kanaanäischen Kultmythologie und insbesondere zum Baal-Zyklus von Ugarit auf. Der Gang zum Schmied und das Trommelschlagen liefern Hinweise auf die Vorbereitung zu einem Kampfgeschehen. Die Umkleideaktion des Königs deutete ursprünglich wohl die Rückkehr aus der Unterwelt an. Die währenddessen vollzogene rituelle Übernahme der Macht durch die Inna erinnert an die im Baal-Zyklus erwähnten Kulthandlungen der Anat während der Unterweltaufenthaltes ihres Gefährten Baal. Die anschließende freudige Prozession um die Stadt herum trägt Züge einer Auferstehungsprozession. Sowohl diese Parallelität der Kulturzüge als auch die Ähnlichkeit der Gottheiten und der Ämter liefern wichtige Hinweise auf einen kanaanäischen Ursprung des Staatswesens von Gobir.